# シャウィニガン
シャウィニガン（仏: Shawinigan [ʃa.wi.ni.ɡan] ( 音声ファイル)、英語: [ʃə'wɪnɪɡən]）は、カナダ・ケベック州の都市。モリシー地域に属し、サンモーリス川が流れる。
郡（municipalité régionale de comté、MRC）に属さない単一層自治体としての市である。
「南の入江」、「岸辺の入り口」等を意味するとされる Shawinigan の綴りは、過去には、Chaouinigane、Oshaouinigane、Assaouinigane、Achawénégan、Chawinigame、Shawenigane、Chaouénigane 等多数あったが、1958年に市名が Shawinigan Falls（シャウィニガン・フォールズ）と定まったことで定着した。

## 歴史
1651年に最初のヨーロッパ人として牧師ブトーがサンモーリス川を遡上し最初の滝のところまで到達した。その後さらに上流へ行く宣教団はここに立ち寄った。シャウィニガン・フォールズの町が出来るまでは、この辺りは林業と農業で生計を立てていた。

1951年−2002年の旧市旗

1898年にサンモーリス川の急流や滝など水力発電に適した地理的条件を活かし、シャウィニガン水力発電会社（Shawinigan Water & Power Company (SW&P)）が創業。1901年に村制、1902年に町へと移行。水力発電の電力により工業発展し、カナダの歴史上いくつかの「初」を生んだ（アルミニウム精練は1901年、炭化ケイ素生産は1908年、セロファン生産は1932年）。街灯が灯ったのもカナダではシャウィニガンが初めての都市の一つとなった。

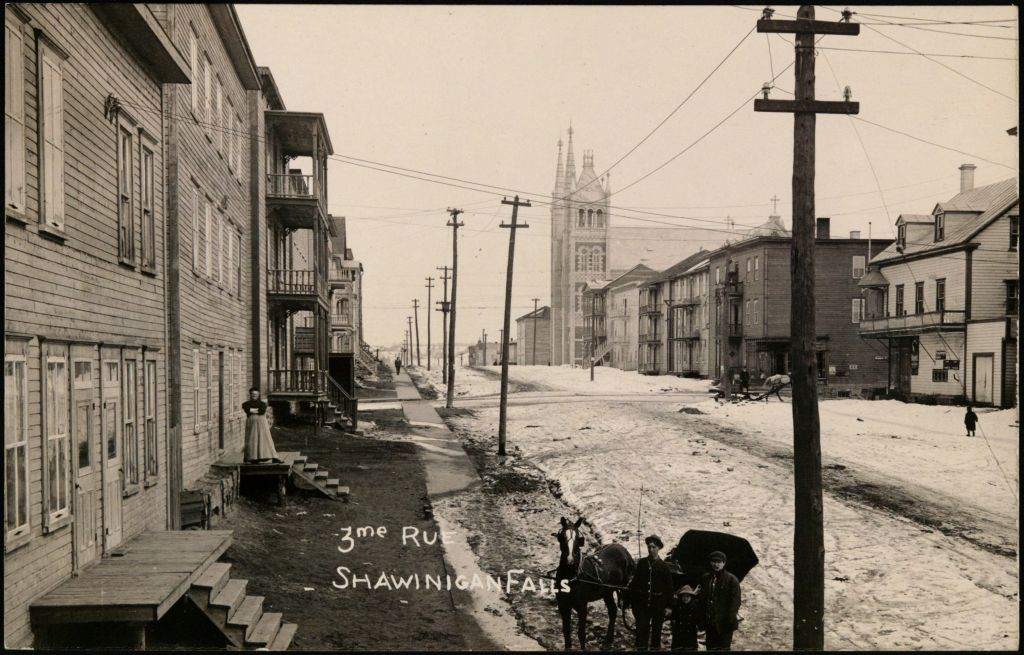
1903年-1920年ごろのShawinigan Falls

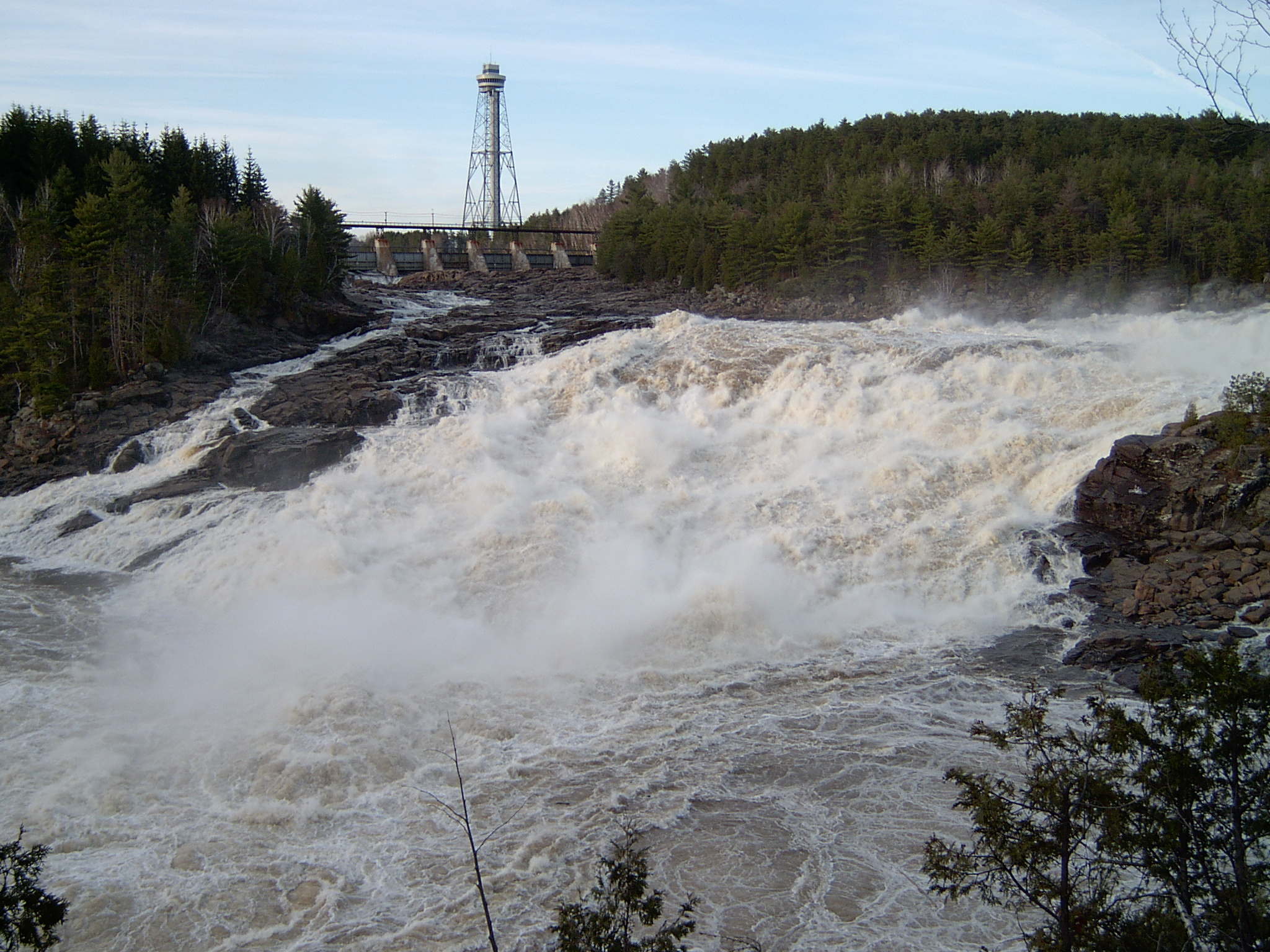
The "Trou du Diable" falls, with the Cité de l'Énergie tower in the background.

1998年にシャウィニガン市はベイ・ドゥ・シャウィニガン村落を吸収合併。2002年にはケベック州の自治体大合併政策により、ル・サントル・ドゥ・ラ・モリス郡の含む多くの自治体を併合した。

## 行政
シャウィニガン市長を参照。

## 産業・経済
- アルカン：アルミ精製プラントが1941年に開業したが、2015年に閉鎖[8]。
- ローレンティド製紙会社：アビティビ・バイオウォーター（現レゾリュート・フォレスト）の傘下で、シャウィニガンに残る最後の製紙工場。
- シャウィニガン滝の水力発電所「Shawinigan-2」「Shawinigan-3」：シャウィニガン水力発電会社によって開業し、1963年よりイドロ・ケベックの傘下で運営している。

## スポーツ
- シャウィニガン・カタラクト（Shawinigan Cataractes）：ケベック・メジャー・ジュニア・ホッケーリーグ（LHJMQ）

## 姉妹都市
- カナダ オンタリオ州ハミルトン
- メキシコ モンテレイ